# Oliver Petersen
Oliver Petersen (26 settembre 2001) è un calciatore norvegese, portiere del Kolbotn, in prestito dal Molde.

## Carriera

### Club
Petersen è cresciuto nelle giovanili del Follo. Ha esordito in prima squadra, in 3. divisjon, in data 15 aprile 2018: è stato schierato titolare nella vittoria casalinga per 3-2 contro il KFUM Oslo 2. Ad agosto 2018 è passato al Molde, squadra che lo ha inizialmente aggregato alle proprie giovanili.
È stato convocato in prima squadra per il ritiro di preparazione alla stagione 2019, a Marbella. Ha esordito con questa maglia il 23 maggio dello stesso anno, sostituendo Álex Craninx nella vittoria per 0-4 in casa del Sunndal, sfida valida per il secondo turno del Norgesmesterskapet.
Il 16 aprile 2021 ha rinnovato il contratto che lo legava al Molde, fino al 31 dicembre 2024. Il 12 giugno seguente ha esordito in Eliteserien, schierato titolare nella vittoria per 1-3 arrivata sul campo del Sandefjord.
Il 9 settembre 2021 è stato ceduto con la formula del prestito al Grorud, in 1. divisjon. Non ha disputato alcuna partita ufficiale in squadra, in questa porzione di stagione. Al termine del prestito, ha fatto ritorno al Molde.
Il 5 ottobre 2023 ha giocato la prima partita nelle competizioni UEFA per club: ha sostituito il portiere titolare Jacob Karlstrøm, che aveva subito un infortunio, nella sconfitta casalinga per 1-2 subita contro il Bayer Leverkusen, sfida valida per la fase a gironi dell'Europa League.
Il 2 settembre 2024 è passato al Lillestrøm con la formula del prestito.

### Nazionale
Petersen ha rappresentato la Norvegia a livello Under-17 e Under-18.

## Statistiche

### Presenze e reti nei club
Statistiche aggiornate al 17 aprile 2025.
| Stagione       | Club         | Campionato   | Campionato | Campionato | Coppe nazionali | Coppe nazionali | Coppe nazionali | Coppe continentali | Coppe continentali | Coppe continentali | Supercoppe | Supercoppe | Supercoppe | Totale | Totale |
| Stagione       | Club         | Comp         | Pres       | Reti       | Comp            | Pres            | Reti            | Comp               | Pres               | Reti               | Comp       | Pres       | Reti       | Pres   | Reti   |
| -------------- | ------------ | ------------ | ---------- | ---------- | --------------- | --------------- | --------------- | ------------------ | ------------------ | ------------------ | ---------- | ---------- | ---------- | ------ | ------ |
| gen.-ago. 2018 | Follo        | 3D           | 12         | -21        | CN              | 1               | -5              | -                  | -                  | -                  | -          | -          | -          | 13     | -26    |
| 2019           | Molde        | ES           | 0          | 0          | CN              | 1               | 0               | UEL                | 0                  | 0                  | -          | -          | -          | 1      | 0      |
| 2020           | Molde        | ES           | 0          | 0          | -               | -               | -               | UCL+UEL            | 0                  | 0                  | -          | -          | -          | 0      | 0      |
| gen.-set. 2021 | Molde        | ES           | 5          | -3         | CN              | 1               | -1              | UECL               | 0                  | 0                  | -          | -          | -          | 6      | -4     |
| set.-dic. 2021 | Grorud       | 1D           | 0          | 0          | CN              | -               | -               | -                  | -                  | -                  | -          | -          | -          | 0      | 0      |
| 2022           | Molde        | ES           | 4          | -5         | CN              | 3               | -3              | UECL               | 0                  | 0                  | -          | -          | -          | 7      | -8     |
| 2023           | Molde        | ES           | 9          | -17        | CN              | 4               | 0               | UCL+UEL+UECL       | 0+5+4              | 0+-9+-6            | -          | -          | -          | 22     | -32    |
| gen.-set. 2024 | Molde        | ES           | 0          | 0          | CN              | 0               | 0               | UEL                | 0                  | 0                  | -          | -          | -          | 0      | 0      |
| Totale Molde   | Totale Molde | Totale Molde | 18         | -25        |                 | 9               | -4              |                    | 9                  | -15                |            | -          | -          | 36     | -43    |
| set.-dic. 2024 | Lillestrøm   | ES           | 0          | 0          | CN              | 0               | 0               | -                  | -                  | -                  | -          | -          | -          | 0      | 0      |
| 2025           | Kolbotn      | 4D           | 2          | -3         | CN              | 0               | 0               | -                  | -                  | -                  | -          | -          | -          | 2      | -3     |
| Totale         | Totale       | Totale       | 30         | -46        |                 | 10              | -9              |                    | 9                  | -15                |            | -          | -          | 49     | -70    |

## Palmarès

### Club

#### Competizioni nazionali
- Norgesmesterskapet: 2

Molde: 2021-2022, 2023
- Eliteserien: 1

Molde: 2022